# Públio Ducênio Verres
Públio Ducênio Verres (em latim: Publius Ducenius Verres) foi um senador romano nomeado cônsul sufecto para o nundínio de maio a agosto de 124 com Aulo Lárcio Macedo. É possível que Públio Ducênio Vero, cônsul sufecto em 95, tenha sido seu pai.